# Histodermella ingolfi
Histodermella ingolfi är en svampdjursart som beskrevs av William Lundbeck 1905. Histodermella ingolfi ingår i släktet Histodermella och familjen Coelosphaeridae. Inga underarter finns listade i Catalogue of Life.